# 장차오

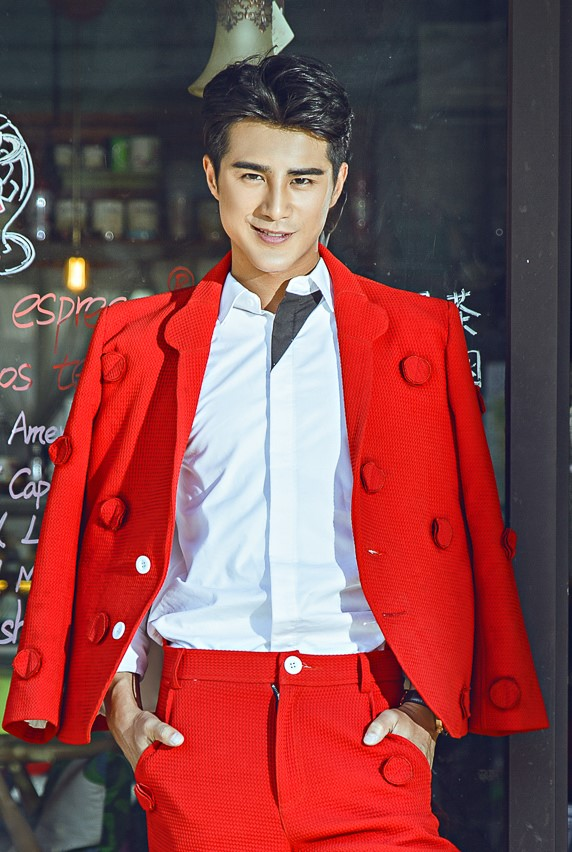

장차오(Jiang Chao, 1991년 8월 12일 ~ )는 배우, 가수, 텔레비전 배우이다.
루안시에서 태어났다.

## 영화
- 러브 스튜디오 (2016년)
- 위애방수 (2016년)
- 그래서 나는 안티팬과 결혼했다 (2016년)
- 언포게터블 블라스트 (2015년)
- 소시대4 : 영혼진두 (2015년)
- 201413 (2014년)
- 원령 (2014년) - 훠즈 역
- 소시대2 - 청목시대 (2013년) - 석성 역
- 소시대 (2013년)
- 청춘호르몬 (2012년)